# Chicago III
Chicago III je tretji studijski album chichaške rock zasedbe Chicago, ki je izšel januarja 1971. Gre za tretji zaporedni dvojni album novih skladb skupine v manj kot dveh letih.

## Produkcija
V začetku leta 1970 je Chicago dosegel veliki svetovni uspeh in skupina je večino leta 1970 preživela na turneji. Ko so se člani skupine sredi leta vrnili, da bi posneli Chicago III, za katerega je producent James William Guercio že določil, da bo še en dvojni, so bili fizično izčrpani.
Dolge ure na turneji so dale glavnim skladateljem, Robertu Lammu, Terryju Kathu in Jamesu Pankowu precej časa za razmišljanje, rezultat tega pa je resnejša vsebina, ki je v kontrastu s pozitiviteto prvih dveh albumov. V skladbi »Travel Suite« je Lamm dokumentiral svoje domotožje, Pankow pa je v instrumentalni suiti »Elegy« obžaloval zmago industrije nad naravo (Lamm se je iste problematike dotaknil v skladbi »Mother«). Medtem, ko Kathova večdelna skladba »An Hour in the Shower« zagotavlja oddih od treznih raziskav, je bil album definitivno rezultat skupine, ki je v nekaj mesecih videla drugo stran sveta.
Chicago III je znan tudi po številnih glasbenih žanrih, skupina pa se je malenkost manj zanašala na značilna trobila. Tako »Sing a Mean Tune Kid« kot »Free« sta nastali pod vplivom funka, »What Else Can I Say« in »Flight 602« vsebujeta prvine countryja, skladbi »Free Country« in »Progress?«, pa vsebujeta abstraktne kvalitete.
Album je izšel januarja 1971 pri založbi Columbia Records in je bil prvi album skupine, čigar naslov je vseboval rimsko številko v naslovu. Prodaja albuma je bila uspešna, čeprav zaradi pomanjkanja velikih hit singlov in bolj eksperimentalne narave ni bil tako dobro sprejet kot predhodnika Chicago Transit Authority (1969) in Chicago (1970). »Free« je bil top 20 hit, »Lowdown«, Petra Cetere, pa je dosegel top 40. Na britanski lestvici se je povzpel do 9. mesta, v ZDA pa je z 2. mestom lestvice Billboard 200 poskrbel za najvišje uvrščen album skupine.
Poleg albuma je bil vključen poster članov skupine, oblečenih v uniforme ameriških vojn, stoječih na polju križev. Tako so predstavljali umrle v takrat še vedno trajajoči Vietnamski vojni. Na albumu je bilo prav tako navedeno število žrtev vsake vojne do izida albuma.
Leta 1974 je jazzovski vodja ansambla Stan Kenton dodal suito iz skladb s tega albuma (»Canon«, »Mother«, »Once Upon a Time« in »Free«) v repertoar svojega ansambla. Suita je izšla na albumu Stan Kenton Plays Chicago.
Chicago III je bil miksan in izdan tako v stereu, kot v kvadrafoniki. Leta 2002 je bil album remasteriziran in ponovno izdan na zgoščenki pri založbi Rhino Records.

## Seznam skladb
| Stran 1 | Stran 1                     | Stran 1                      | Stran 1      | Stran 1 |
| Št.     | Naslov                      | Pisec                        | Vokal        | Dolžina |
| ------- | --------------------------- | ---------------------------- | ------------ | ------- |
| 1.      | „Sing a Mean Tune Kid‟      | Robert Lamm                  | Peter Cetera | 9:13    |
| 2.      | „Loneliness Is Just a Word‟ | Lamm                         | Terry Kath   | 2:36    |
| 3.      | „What Else Can I Say‟       | Peter Cetera                 | Cetera       | 3:12    |
| 4.      | „I Don't Want Your Money‟   | Kath (glasba)/Lamm(besedilo) | Lamm         | 4:47    |

| Stran 2 | Stran 2 | Stran 2                                                    | Stran 2                                         | Stran 2                             |
| Št.     | Naslov | Pisec                                                      | Vokal                                           | Dolžina                             |
| ------- | --- | ---------------------------------------------------------- | ----------------------------------------------- | ----------------------------------- |
| 5.      | „Travel Suite« 1. »Flight 602« 2. »Motorboat to Mars« 3. »Free« 4. »Free Country« 5. »At the Sunrise« 6. »Happy 'Cause I'm Going Home‟ | Lamm Danny Seraphine Lamm Lamm/Kath/Walter Parazaider Lamm | Lamm instrumental Kath instrumental Lamm/Cetera | 22:30 2:45 1:30 2:16 5:46 2:48 7:28 |

| Stran 3 | Stran 3 | Stran 3                                          | Stran 3 | Stran 3                       |
| Št.     | Naslov | Pisec                                            | Vokal   | Dolžina                       |
| ------- | --- | ------------------------------------------------ | ------- | ----------------------------- |
| 6.      | „Mother‟ | Lamm                                             | Lamm    | 4:30                          |
| 7.      | „Lowdown‟ | Cetera (glasba in besedilo)/Seraphine (besedilo) | Cetera  | 3:35                          |
| 8.      | „An Hour in the Shower« 1. »A Hard Risin' Morning Without Breakfast« 2. »Off to Work« 3. »Fallin' Out« 4. »Dreamin' Home« 5. »Morning Blues Again‟ | Kath                                             | Kath    | 5:30 1:52 0:45 0:53 0:49 1:11 |

| Stran 4 | Stran 4 | Stran 4                                                                   | Stran 4                    | Stran 4                        |
| Št.     | Naslov | Pisec                                                                     | Vokal                      | Dolžina                        |
| ------- | --- | ------------------------------------------------------------------------- | -------------------------- | ------------------------------ |
| 9.      | „Elegy« 1. »When All the Laughter Dies in Sorrow« 2. »Canon« 3. »Once Upon a Time...« 4. »Progress?« 5. »The Approaching Storm« 6. »Man vs. Man: The End‟ | Kendrew Lascelles James Pankow Pankow Pankow/James William Guercio Pankow | Lamm (spoken) instrumental | 15:27 1:03 1:05 2:34 6:26 1:33 |

## Osebje

### Chicago
- Peter Cetera – bas, glavni vokal, spremljevalni vokal
- Terry Kath – kitara, glavni vokal, spremljevalni vokal
- Robert Lamm – klaviature, glavni vokal, spremljevalni vokal
- Lee Loughnane – trobenta
- James Pankow – trombon
- Walter Parazaider – saksofon, flavta
- Danny Seraphine – bobni, tolkala

### Produkcija
- James William Guercio – producent
- Don Puluse in Sy Mitchell – inženirja
- Lou Waxman in Willie Greer – snemalca
- Nick Fasciano – oblikovanje logotipa
- John Berg – oblikovanje albuma
- Natalie Williams – oblikovanje zastave
- Sandy Speiser – fotografija
- Steve Horn in Norm Griner – poster
- Annette Kawecki in Melanie Marder – črke